# Kallima siccifolia
Kallima siccifolia är en fjärilsart som beskrevs av Hans Fruhstorfer 1913. Kallima siccifolia ingår i släktet Kallima och familjen praktfjärilar. Inga underarter finns listade i Catalogue of Life.